# Рутиљано
Рутиљано (итал. Rutigliano) је насеље у Италији у округу Бари, региону Апулија.
Према процени из 2011. у насељу је живело 17674 становника. Насеље се налази на надморској висини од 133 м.

## Географија
| Клима (Рутиљано)         | Клима (Рутиљано) | Клима (Рутиљано) | Клима (Рутиљано) | Клима (Рутиљано) | Клима (Рутиљано) | Клима (Рутиљано) | Клима (Рутиљано) | Клима (Рутиљано) | Клима (Рутиљано) | Клима (Рутиљано) | Клима (Рутиљано) | Клима (Рутиљано) | Клима (Рутиљано) |
| Показатељ \ Месец        | .Јан.            | .Феб.            | .Мар.            | .Апр.            | .Мај.            | .Јун.            | .Јул.            | .Авг.            | .Сеп.            | .Окт.            | .Нов.            | .Дец.            | .Год.            |
| ------------------------ | ---------------- | ---------------- | ---------------- | ---------------- | ---------------- | ---------------- | ---------------- | ---------------- | ---------------- | ---------------- | ---------------- | ---------------- | ---------------- |
| Средњи максимум, °C (°F) | 7,6 (45,7)       | 6,2 (43,2)       | 12,8 (55)        | 14,5 (58,1)      | 18,0 (64,4)      | 23,4 (74,1)      | 30,0 (86)        | 30,6 (87,1)      | 22,5 (72,5)      | 21,0 (69,8)      | 11,1 (52)        | 4,8 (40,6)       | 30,6 (87,1)      |
| [ тражи се извор ]       |                  |                  |                  |                  |                  |                  |                  |                  |                  |                  |                  |                  |                  |

## Становништво
| 1931.  | 1936.  | 1951.  | 1961.  | 1971.  | 1981.  | 1991.  | 2001.  | 2011.  |
| ------ | ------ | ------ | ------ | ------ | ------ | ------ | ------ | ------ |
| 10.907 | 11.465 | 12.683 | 12.967 | 13.353 | 14.719 | 16.378 | 17.559 | 18.418 |